# Стани, стани, юнак балкански
„Стани, стани, юнак балкански“ е българска песен.
Неин автор е поетът Добри Чинтулов, който съчинява текста през 1840 г. Най-ранните данни за публикуването на песента са от 1854 г. Текстът е публикуван за първи път през 1863 г.
Песента се пее масово след Освобождението. Мелодията произхожда от руска романсова песен.
В нея авторът иска да накара непробудилите се българи да се вдигнат на бунт и да се освободят от турците.